# 64
Năm 64 là một năm trong lịch Julius. 